# Latias
Latias (japanski: ラティアス Ratiasu) jedan je od 1025 fiktivnih vrsta Pokémona iz medijske franšize Pokémon, skupa Pokémon videoigara, animiranih serija, manga stripova, knjiga, igraćih karata i drugih medija kojima je tvorac Satoshi Tajiri. Svrha je Latiasa u videoigrama, animiranoj seriji i manga stripovima, kao i svrha ostalih Pokémona, borba s divljim Pokémonima – neukroćenim stvorenjima koje igrači i likovi pronalaze dok kreću na razne avanture – i pripitomljenim Pokémonima drugih Pokémon trenera.
Ime "Latias" dolazi od latinske riječi "latere" = prikriven, nevidljiv, ili engleske riječi "latent", koja ima jednako značenje. "A" u njenom imenu sugerira na to da je ženka, kao što se "a" često koristi u španjolskim i talijanskim terminima kako bi se označio ženski spol.

## Biološke karakteristike
Latias je jedan od dva Legendarna Pokémona na koje igrač može naići pri kraju svoje avanture u Pokémon Sapphire i Emerald igrama, a istodobno je jedan od samo četiri Legendarna Pokémona koji imaju različite spolove. Ostala tri su njen brat Latios, i Sinnoh Legendarni Pokémoni, Heatran i Cresselia.
Latias je crvenobijeli Pokémon, koji istodobno nalikuje na pticu i zmaja, s malim rukama i nogama, i šiljastim krilima na leđima. Prekriven je s pregršt paperja koje prekriva sloj sjajnog, staklastog perja. Na trbuhu ima trokutastu oznaku, kao Togepi/Togetic/Togekiss. Sposobna je izmijeniti svoj izgled svojim pokrovom, obvijajući svoje tijelo paperjem, što odbija svijetlo u različitim pravcima. Tim načinom može se naizgled pretvoriti u čovjeka, ili se učiniti nevidljivom, poput kameleona (kao i Kecleon).
Latias je veoma osjetljiv na ljudske osjećaje te ima sposobnost telepatski komunicirati s ljudima. Ako osjeti bilo kakvu agresivnost, ovaj Pokémon razbaruši svoje perje i počne ispuštati oštar vrisak kako bi preplašio protivnika. Iz tog razloga, rijetko stupa u kontakt s ljudima i ostalim Pokémonima. Često nestaju ako osjete agresivnost, kao što je gore opisano.
Iako je Latias rijedak Pokémon, nije jedinstven poput većine ostalih Legendarnih Pokémona. Ponekad su viđeni u manjim krdima. U zraku ih je gotovo nemoguće vidjeti jer lete prevelikom brzinom.
Zbog toga, nije isključen iz Borbi bez granica (Battle Frontier), poput Regirocka, Regicea i Registeela.

## U videoigrama
U Pokémon Sapphire igri, nakon što pobijedi Elitnu četvorku, igrač se ponovo vraća kući. Kada izađe iz sobe, televizija će se upaliti, najavljujući pojavu crvenog Pokémona koji velikom brzinom para nebo. Latias će se nakon toga nasumično pojavljivati u Hoenn regiji. Ona bježi nakon svakog susreta, baš poput Enteia, Suicunea i Raikoua u Pokémon Gold i Silver igrama.
U Pokémon Ruby igri, Latias se ne pojavljuje u igri na ovaj način. Doduše, ako igrač ima Vječnu kartu (Eon Ticket), može otići na Južni otok, gdje će se pojaviti Latias, držeći Dušnu rosu (Soul Dew). Ovog puta, neće pobjeći tijekom borbe.
U Pokémon Emerald igri, nakon što pobijedi Elitnu četvorku, igrač se ponovo vraća kući. Kada izađe iz sobe, televizija će se upaliti, najavljujući pojavu letećeg Pokémona, ali se ne čuje njegova boja zbog prekida. Kada majka upita igrača koje je boje bio Pokémon, igrač sam odlučuje; ako odabere plavu boju, Latios će lutati Hoenn regijom, ako odabere crvenu boju, onda će to biti Latias.
U Pokémon Mystery Dungeon igri, Latias i njen brat Latios pridružit će se igračevom timu nakon što ih igrač spasi u Dolini zamki.
Latias je veoma sposobna u borbi te ima neobičnu kombinaciju tipova; Zmaj/Psihički. Osim toga, ima prilično dobre statistike, kao i širok izbor napada, uključujući i njen potpisni napad Magličaste loptice (Mist Ball). No, u usporedbi s Latiosom, Latias se ističe u obrani. Ovisno o igraču, ovo može biti prednost ili zaostatak. Kao Legendaran Pokémon, zabranjen je u kompetitivnoj igri, ali ga se često koristi gdje mu ja ulaz dozvoljen, poput turnira Pokémon Colosseuma.
Latias je prvi (ali ne i jedini) ženski Legendarni Pokémon u čitavoj sagi. Druga je Cresselia, ali i Heatran, kojemu je spol nasumično odabran nakon što igrač naiđe na njega.

## U animiranoj seriji
Latias i njen brat Latios pojavili su se u petom Pokémon filmu, Pokémon Heroes, kao čuvari Altomarea, grada nalik Veneciji. Na kraju filma, Latias i dva Latiosa (čija povezanost s prethodno spomenutim Pokémonima nije potvrđena) lete prema Altomareu. U filmu, Latias je zaljubljena u Asha Ketchuma.